# Washington Luís
Pour les articles homonymes, voir Washington Luís (homonymie).
Washington Luís, de son nom complet Washington Luís Pereira de Sousa (Macaé, 26 octobre 1869, São Paulo, 4 août 1957), est un homme d'État brésilien, dernier président de novembre 1926 à octobre 1930 de la República Velha, nom donné à la république des États-Unis du Brésil de 1889 à 1930.